# 엠덴 해연
엠덴 해연(Emden Deep, Galathea Deep, Galathea Depth)은 10,540미터 깊이의 필리핀 해구의 일부이며 남서태평양의 6,000미터 깊이를 초과한다.
1927년 독일의 선박 엠덴호가 처음 발견한 이 해연은 1951년 덴마크의 선박 갈라테아호에 의해 상세히 탐구되었다. 덴마크의 탐험 중 수집된 생물 표본을 통해 바다의 가장 깊은 부분에서 다양한 물고기, 단각류, 박테리아가 생존했을뿐만 아니라 번성했음이 밝혀졌다. 탐험 당시 필리핀 해구가 이 바다의 가장 깊은 부분으로 알려졌다.

## 같이 보기
- 챌린저 해연